# 山本晃久
山本 晃久（やまもと てるひさ、男性、1981年 - ）は、日本の映画プロデューサーである。兵庫県西宮市出身。日本人で唯一、アカデミー賞の作品賞にノミネートされたことのある人物である。

## 人物
2003年、日本映画学校卒業（15期）。2021年の『ドライブ・マイ・カー』で、日本人映画プロデューサーとして初のアカデミー作品賞ノミネートを受けた。C&Iエンタテインメント、ウォルト・ディズニー・ジャパンを経て、師であるプロデューサーの久保田修が2006年に立ち上げたプロダクションレーベル・キアロスクーロの名称とロゴを引き継ぎ、2023年11月に映像制作プロダクション・株式会社キアロスクロとして法人化。同社の代表取締役・プロデューサーに就任する。
NHKドラマ「マッサン」、読売テレビ系列ドラマ「私の知らない私」等のプロデューサーである山本晃久とは別人物。

## フィルモグラフィー

### 映画
- 『燦燦 さんさん』（2013年、外山文治監督） - 共同プロデューサー
- 『泣き虫ピエロの結婚式』（2016年、御法川修監督） - プロデューサー
- 『春なれや』（2017年、外山文治監督） - プロデューサー
- 『彼女がその名を知らない鳥たち』（2017年、白石和彌監督） - プロデューサー
  - 第41回日本アカデミー賞 最優秀主演女優賞。
- 『映画 山田孝之3D』（2017年、松江哲明・山下敦弘監督） - プロデューサー
- 『寝ても覚めても』（2018年、濱口竜介監督） - プロデューサー
  - 第71回カンヌ国際映画祭コンペティション部門 正式出品。
- 『スパイの妻〈劇場版〉』（2020年、黒沢清監督） - プロデューサー
  - 第77回ヴェネツィア国際映画祭銀獅子賞 受賞。
  - 第45回エランドール賞 プロデューサー奨励賞（映画部門） 受賞。
- 『哀愁しんでれら』（2021年、渡部亮平監督） - 協力プロデューサー
- 『ドライブ・マイ・カー』（2021年、濱口竜介監督） - プロデューサー
  - 第74回カンヌ国際映画祭 脚本賞 受賞。
  - 第94回アカデミー賞作品賞 ノミネート。
  - 第94回アカデミー賞国際長編映画賞 受賞。
  - 第41回藤本賞受賞[5]。
- 『ボクたちはみんな大人になれなかった』（2021年、森義仁監督） - プロデューサー
- 『MISS OSAKA』（2022年、ダニエル・デンシック監督） - 共同プロデューサー ※「タバコを吸いながらランニングする人」役でエキストラ出演している[6]
- 『熱のあとに』（2024年、山本英監督） - プロデューサー
  - 第28回釜山国際映画祭ニューカレンツ部門 ノミネート。
  - 第24回東京フィルメックス・コンペティション ノミネート。
  - 第14回北京国際映画祭　FORWARD FUTURE部門 ノミネート。
  - 台北金馬映画祭2023年　Windows on Asia　正式出品。
- 『白の花実』（2025年、坂本悠花里監督） - プロデューサー
  - 第73回サン・セバスティアン国際映画祭 New Directors部門　ノミネート。
- 『アフター・ザ・クエイク』（2025年、井上剛監督） - プロデューサー
  - 第27回上海国際映画祭　Asia Now部門 ワールドプレミア上映。

### テレビドラマ
- アラサーちゃん 無修正（2014年、瀧悠輔監督、武井陽介監督、日暮謙監督、テレビ東京） - プロデューサー
- その「おこだわり」、私にもくれよ!!（2017年、山下敦弘監督、松江哲明監督、テレビ東京） - プロデューサー
- 名刺ゲーム（2017年、木村ひさし監督、瀧悠輔監督、WOWOW） - プロデューサー
- 山田孝之のカンヌ映画祭（2017年、山下敦弘監督、松江哲明監督、テレビ東京） - プロデューサー
  - ギャラクシー賞　2017年3月度月間賞 受賞。
- 緊急生放送！山田孝之の元気を送るテレビ（2017年、山下敦弘監督、松江哲明監督、テレビ東京） - プロデューサー
- このマンガがすごい!（2018年、松江哲明監督、テレビ東京） - プロデューサー
- 恋のツキ（2018年、森義仁監督、酒井麻衣監督、松本花奈監督、桑島憲司監督、テレビ東京） - プロデューサー
- ぴぷる -AIと結婚生活はじめました-（2020年、酒井麻衣監督、瀧悠輔監督、WOWOW） - プロデューサー -
- 全裸監督 シーズン2（2021年、武正晴監督、後藤孝太郎監督、Netflix） - プロデューサー
- キン肉マン THE LOST LEGEND（2021年、松江哲明監督、WOWOW） - プロデューサー
- 拾われた男（2022年、井上剛監督、NHK総合） - プロデューサー
  - ギャラクシー賞　2022年8月度月間賞 受賞。
- ガンニバル（2022年、片山慎三監督、川井隼人監督、Disney+） - プロデューサー
  - アジアコンテンツ&グローバルOTTアワード　アジアエクセレンスアワード受賞。
- すべて忘れてしまうから（2022年、岨手由貴子監督、沖田修一監督、大江崇允監督、Disney+） - プロデューサー
- 季節のない街（2023年、宮藤官九郎監督、横浜聡子監督、渡辺直樹監督、Disney+） - プロデューサー
  - ギャラクシー賞　2024年6月度月間賞 受賞。
- ワンダーハッチ -空飛ぶ竜の島-（2023年、萩原健太郎監督、スター）- プロデューサー
- 七夕の国（2024年、瀧悠輔監督、佐野隆英監督、川井隼人監督、スター）- プロデューサー
- ガンニバル シーズン2（2025年、片山慎三監督、佐野隆英監督、大庭功睦監督、スター）- プロデューサー
- 地震のあとで（2025年、井上剛監督、NHK）- 制作統括
  - ギャラクシー賞　2025年4月度月間賞 受賞。